# هانس نلمن
هانس نلمن (انگلیسی: Hans Neleman؛ زادهٔ ۳۰ مهٔ ۱۹۶۰) عکاس، و نقاش اهل پادشاهی هلند است.